# Olympische Sommerspiele 1920/Schwimmen – 4 × 100 m Freistil (Frauen)
Die 4-mal-100-Meter-Freistilstaffel der Frauen bei den Olympischen Spielen 1920 fand am Sonntag, den 29. August 1920 im Zwemstadion van Antwerpen statt. Es war die zweite Austragung dieser Disziplin bei Olympischen Spielen.
Es nahmen nur drei Teams an der Veranstaltung teil. Die US-amerikanischen Frauen, die bereits alle sechs Medaillen in den Einzelwettbewerben über 100 und 300 Meter gewonnen hatten, siegten in neuer Weltrekordzeit von 5:11,6 min, gleichbedeutend mit einem neuen olympischen Rekord. Ethelda Bleibtrey gewann ihre dritte Goldmedaille.
Großbritannien gewann die Silbermedaille, die schwedische Staffel holte Bronze.

## Rekorde
Vor Beginn der Olympischen Spiele waren folgende Rekorde gültig:
| Weltrekord         | 5:52,8 min | Großbritannien | Stockholm Schweden | 15. Juli 1912 |
| Olympischer Rekord | 5:52,8 min | Großbritannien | Stockholm Schweden | 15. Juli 1912 |

Folgende neue Rekorde wurden aufgestellt:
| Weltrekord         | 5:11,6 min | Vereinigte Staaten | Finale |
| Olympischer Rekord | 5:11,6 min | Vereinigte Staaten | Finale |

## Ergebnisse
29. August 1920
| Rang | Nation             | Athletinnen                                                       | Zeit                 |
| ---- | ------------------ | ----------------------------------------------------------------- | -------------------- |
| 1    | Vereinigte Staaten | Margaret Woodbridge Frances Schroth Irene Guest Ethelda Bleibtrey | 5:11,6 min (OR) (WR) |
| 2    | Großbritannien     | Hilda James Constance Jeans Charlotte Radcliffe Grace McKenzie    | 5:40,8 min           |
| 3    | Schweden           | Aina Berg Emy Machnow Carin Nilsson Jane Gylling                  | 5:43,6 min           |